# 栗東市立大宝小学校
栗東市立大宝小学校（りっとうしりつ だいほうしょうがっこう）は、滋賀県栗東市綣7丁目にある市立の小学校。

## 所在地
- 滋賀県栗東市綣7丁目14-19

## 沿革
- 1889年（明治22年） - 十里学校、花園学校、手原学校を統合し物部尋常高等小学校開校[1]。
- 1902年（明治35年） - 現在地に移転し、大宝小学校と改称。
- 1905年（明治38年） - 高等科を設置し、大宝尋常高等小学校と改称。
- 1947年（昭和22年）4月1日 - 学制改革により大宝村立大宝小学校と改称。
- 1954年（昭和29年）10月1日 - 町村合併によ栗東町立大宝小学校と改称。
- 1988年（昭和63年）4月1日 - 大宝西小学校を分離開校。
- 2001年（平成13年）10月1日 - 市制施行により栗東市立大宝小学校と改称。
- 2006年（平成18年）4月1日 - 大宝東小学校を分離開校。

## 通学区域
- 綣北出、綣南出、綣七里、綣花園、大宝団地、綣成和、綣南橋、グレーシィ栗東オーブ、グレーシィ栗東ビステージ、グレーシィ栗東セレージュ、グレーシィ栗東デュオ、サーパス栗東駅前、エスリード栗東第2、エスリード栗東駅前パークレジデンス、西浦、円田団地、苅原、市川原、笠川、北中小路[2]

## 主な進学先
- 栗東市立栗東西中学校

## 著名な卒業生
- GACKT（歌手）
- 森田まさのり
- 村井真由美